# Zacapendo
Zacapendo är en ort i Mexiko.   Den ligger i kommunen Indaparapeo och delstaten Michoacán de Ocampo, i den södra delen av landet, 200 km väster om huvudstaden Mexico City. Zacapendo ligger 1 863 meter över havet och antalet invånare är 304.
Terrängen runt Zacapendo är platt norrut, men söderut är den kuperad. Terrängen runt Zacapendo sluttar norrut. Runt Zacapendo är det ganska tätbefolkat, med 86 invånare per kvadratkilometer. Närmaste större samhälle är Álvaro Obregón, 3,9 km väster om Zacapendo. I omgivningarna runt Zacapendo växer huvudsakligen savannskog.